# Diocesi di Wuchang
La diocesi di Wuchang (in latino: Dioecesis Uciamensis) è una sede della Chiesa cattolica in Cina suffraganea dell'arcidiocesi di Hankou. Nel 1950 contava 11.274 battezzati su 2.500.000 abitanti. La sede è vacante.

## Territorio
La diocesi comprende parte della provincia cinese di Hubei.
Sede vescovile è la città di Wuchang (oggi parte della metropoli di Wuhan).

## Storia
La prefettura apostolica di Wuchang fu eretta il 12 dicembre 1923 con il breve Quo christiani di papa Pio XI, ricavandone il territorio dal vicariato apostolico di Hupeh Orientale (oggi arcidiocesi di Hankou).
Il 31 maggio 1930 la prefettura apostolica fu elevata al rango di vicariato apostolico con il breve Venerabilis frater dello stesso papa Pio XI.
Il 7 dicembre 1939 in forza del decreto Cum Vicarii della Sacra Congregazione per la Propagazione della Fede furono stabiliti nuovi confini con la diocesi di Kichow (oggi diocesi di Qichun).
L'11 aprile 1946 il vicariato apostolico è stato elevato a diocesi con la bolla Quotidie Nos di papa Pio XII.
Nel 1958 per la prima volta furono ordinati dei vescovi cinesi senza l'autorizzazione della Santa Sede; tra questi il vescovo di Wuchang, Yuan Wenhua, deceduto nel 1973. Vescovo "clandestino" è stato monsignor Antoine Yang Shaohuai, deceduto il 10 dicembre 1999.
Nel 2000 il governo cinese ha unito le diocesi di Wuchang, Hankou e Hanyang in un'unica entità ecclesiale, chiamata "diocesi di Wuhan". L'ordinazione, illegittima per la Santa Sede, del nuovo vescovo di Wuhan, Joseph Shen Guo'an, prevista per il 9 giugno 2011 in un clima di tensione fra le comunità cattoliche patriottiche e clandestine, è stata sospesa sine die dal governo cinese.
L'8 settembre 2021 nella cattedrale di San Giuseppe a Hankou è stato consacrato Francesco Cui Qingqi, nominato vescovo di Hankou da papa Francesco il 23 giugno precedente; la Cina lo ha riconosciuto come vescovo di Wuhan. Si è trattato del sesto vescovo ordinato dopo la stipula dell'accordo provvisorio tra la Santa Sede e la Repubblica popolare cinese del 22 settembre 2018.

## Cronotassi dei vescovi
Si omettono i periodi di sede vacante non superiori ai 2 anni o non storicamente accertati.
- Sylvester Joseph Espelage, O.F.M. † (17 luglio 1925 - 25 ottobre 1940 deceduto)
- Rombert Casimir Kowalski, O.F.M. † (24 novembre 1941 - 27 novembre 1970 deceduto)
  - Sede vacante
  - Yuan Wenhua † (1958 - 1973 deceduto)
  - Antoine Yang Shaohuai † (? - 10 dicembre 1999 deceduto)

## Statistiche
La diocesi nel 1950 su una popolazione di 2.500.000 persone contava 11.274 battezzati, corrispondenti allo 0,5% del totale.
| anno | popolazione | popolazione | popolazione | presbiteri | presbiteri | presbiteri | presbiteri                | diaconi | religiosi | religiosi | parrocchie |
| anno | battezzati  | totale      | %           | numero     | secolari   | regolari   | battezzati per presbitero | diaconi | uomini    | donne     | parrocchie |
| ---- | ----------- | ----------- | ----------- | ---------- | ---------- | ---------- | ------------------------- | ------- | --------- | --------- | ---------- |
| 1950 | 11.274      | 2.500.000   | 0,5         | 25         | 6          | 19         | 450                       |         | 4         | 23        |            |